# Цуркан Михайло Іванович
Цуркан Михайло Іванович (нар. 5 грудня 1960, с. Білоусівка Сокирянського району Чернівецької області) — заступник Голови Вищого адміністративного суду України. Заслужений юрист України. Кандидат юридичних наук.

## Біографія
Михайло Цуркан народився 5 грудня 1960 року в селі Білоусівка Сокирянського району Чернівецької області. У 1978—1979 рр. — робітник радгоспу «Росія», с. Білоусівка, 1979—1981 — служба в Радянській Армії, 1981 р.- слюсар радгоспу «Росія», у 1981—1986 рр. — студент Харківського юридичного інституту ім. Ф. Е. Дзержинського (спеціальність «Правознавство», кваліфікація — юрист).

## Кар'єра
- З серпня 1985 року по січень 1986 року — стажист народного судді Могилів-Подільського міського народного суду.
- З лютого 1986 року по квітень 1990 року — народний суддя Тульчинського районного народного суду Вінницької області.
- З квітня 1990 року по березень 1998 року — голова Гайсинського районного народного суду Вінницької області.
- З березня 1998 року по грудень 2004 року — суддя Вінницького обласного суду.
- З січня 2005 року — суддя Вищого адміністративного суду України.
- З січня 2008 року — заступник Голови Вищого адміністративного суду України.

## Нагороди та відзнаки
- Кандидат юридичних наук.
- Заслужений юрист України (12.2006).
- Орден «За заслуги» ІІІ ступення (Указ Президента України від 12.12.2008 року № 1159).
- Почесна грамота Вищої ради юстиції.
- Грамота Ради суддів України.
- Почесний знак Вищого адміністративного суду України.
- Почесна грамота Вищого адміністративного суду України.
- Почесна відзнака Одеської Національної Юридичної Академії ІІ ступеня.
- Почесна відзнака Державної податкової адміністрації України.
- Почесна грамота управління юстиції Вінницької області.

## Науково-творча діяльність
Михайло Іванович Цуркан входить до складу редакційної колегії офіційного науково-практичного видання «Вісник Вищого адміністративного суду України».
- Навчальний посібник «Адміністративна юстиція України: проблеми теорії і практики» (співавтор).
- Підручник «Адміністративне судочинство України» (співавтор).
- Навчально-практичний коментар Кодексу адміністративного судочинства України (співавтор).
- Особливості розгляду адміністративних справ, пов'язаних зі спорами щодо проходження публічної служби // Вісник Вищого адміністративного суду України.- 2007.- № 2.- С. 15-25.
- Особливості застосування законодавства щодо призначення та виплати пенсій особам публічної служби // Вісник Вищого адміністративного суду України.- 2008. — № 1. — С. 18-34.
- Державна посада як елемент проходження державної служби // Вісник академії правових наук України. — 2008. — № 4. — С. 161—166.
- Щодо визначення поняття та змісту проходження державної служби // Право і безпека. — 2008. — Т. 7. — № 2. — С. 98-101.
- Правове регулювання публічної служби в Україні. Особливості судового розгляду спорів.- Харків: Право, 2010. — 216 с.

## Джерело
- Довідка
- Цуркан Михайло Іванович / Юхим Гусар // Енциклопедія Сокирянщини . - Чернівці : ВІЦ "Місто", 2023. - С.181. - ISBN 978-617-652-350-5.